# Homoskedastyczność
Homoskedastyczność (lub homoscedastyczność) to pojęcie z zakresu statystyki odnoszące się do ciągu lub wektora zmiennych losowych. Taki ciąg lub wektor posiada własność homoskedastyczności, jeśli wszystkie zmienne losowe w tym ciągu posiadają tę samą, skończoną wariancję. Założenie to często umożliwia uproszczenie modelu i obliczeń i jest stosowane często nawet wtedy, gdy nie jest prawdziwe. Stosuje się je między innymi w metodzie najmniejszych kwadratów.
Przeciwieństwem homoskedastyczności jest heteroskedastyczność. Do wykrywania tych zjawisk używa się między innymi: testu White'a, testu Harrisona-McCabe'a. 